# 대구평리초등학교
대구평리초등학교는 대한민국 대구광역시 서구 평리동에 있는 공립 초등학교이다.1967년에 개교하였다.

## 역사
- 2022-09-01 교장 김승남 취임
- 2021-12-27 1,2학년 책걸상 교체
- 2020-10 운동장 공사 실시
- 2020-09-01 교장 박종두 위임
- 2020-08-31 박숙희 교장 퇴임
- 2020-? 급식실 리모델링
- 2017-03-01 초등학교 34학급편성(특수1학급포함)
- 2017-02-14 졸업식(98명)및 총졸업생수(20077명)
- 2017-02-14 병설유치원졸업식(27명) 및 수료식(25명) 총수료생수(110명) 총졸업생수(98명)
- 2016-03-01 31학급편성(특수1학급포함)
- 2016-02-04 제 46회졸업식(84명) 총 졸업생수 19979명
- 2015-03-01 31학급편성(특수1학급 포함)
- 2015-02-13 제 45회졸업식(108명) 총 졸업생수 19890명
- 2014-03-01 29학급 편성(특수학급 1포함)
- 2014-02-13 제44회 졸업식(124명) 총 졸업생수:19,782명
- 2013-03-01 29학급 편성(특수학급 1포함)
- 2013-02-15 제 43회 졸업식 (104명);19,669명
- 2012-03-01 27학급 편성(특수학급 1 포함)
- 2012-02-16 제42회 졸업식(124명) 총 졸업생수:19,565명
- 2011-03-01 29학급 편성(특수학급 1 포함)
- 2011-02-16 제41회 졸업(졸업생수 남:75명, 여:53명, 계:128명, 총계:19,441명)
- 2010-09-16 위클래스(상담실) 구축
- 2010-08-25 과학실 현대화 시설 완료
- 2010-04-23 초등돌봄실 2실 구축
- 2010-03-01 29학급 편성(특수학급 1 포함)
- 2010-02-28 학교 전면리모델링 공사 완료
- 2010-02-11 제40회 졸업(졸업생수 남:90명, 여:72명, 계:162, 총계:19,313명)
- 2010-01-22~2010.02.02 전 교실 내부 도색, 사물함 교체, 운동장 스탠드 지붕 설치
- 2009-12-31 학교 리모델링
- 2009-05-01 평리 한마당 축제
- 2009-03-01 26학급 편성(특수학급 1 포함)
- 2009-02-16 제39회 졸업생 수(남:81명, 여:85명, 계:166명, 총계:19,151명)
- 2008-10-30 평리예술제, 녹색학교 준공식, 보건실 현대화, 방송실 현대화
- 2008-10-01 교목변경(개잎깔 나무(히말라야시다)를 느티나무로 변경)
- 2007-03-01 34학급 편성 (특수 2학급 포함)
- 2007-02-14 제37회 졸업 (졸업생 211명, 누계 18,774명)
- 2006-03-01 39학급 편성 (특수 2학급 포함)
- 2006-02-17 제36회 졸업 (254명, 누계 18,563명)
- 2005-09-29 들마을 축제
- 2005-03-01 40학급 편성 (특수학급 2학급 포함)
- 2005-02-16 제35회 졸업식 (졸업생 303명, 누계 18,309명)
- 2004-10-22 도서관 현대화 사업 (교실 3칸) 컴퓨터 8대, 프로젝션 TV 1대, 대출대 외 14종
- 2004-10-19 들마을 예술제
- 2004-03-01 43학급 편성 (특수 2학급 포함)
- 2004-02-13 제34회 졸업식 (졸업생 313명, 누계 18,006명)
- 2003-11-08 교내 수목 631그루 식재 (서구청 기증)-때죽나무 200그루 외 7종
- 2003-11-04 대구평리초등학교 학예 발표회 및 바자회
- 2003-08-31 학교 환경 개선 사업 (스탠드, 수도, 교실출입문, 복도창틀, 철판, 교무실 바닥교체)
- 2003-03-01 44학급 편성 (특수 2학급 포함)
- 2003-02-15 제33회 졸업 (졸업생 262명, 누계 17, 693명)
- 2002-05-03 평리 체육관 개관식
- 2002-04-20 제2컴퓨터실 완공 (1동 1층)
- 2002-03-01 43학급 편성 (특수학급 2학급 포함)
- 2002-02-20 제32회 졸업 (졸업생 284명, 누계 17,431명)
- 2002-02-05 강당 신축
- 2001-11-01~ 11월 2일 평리 종합 예술제 (서부도서관 및 본교 교정)
- 2001-07-09 강당 신축공사 착공 (2076.52㎡, 1층 급식소 포함)
- 2001-07-02~ 8월 27일 도서실 전산화 작업
- 2001-03-01 45학급 편성 (특수학급 2 포함)
- 2001-02-20 제31회 졸업 (300명, 누계 17,147명)
- 2000-11-01 ~11월 3일 들마을 축제 (11.1~11.3 학예 전시회, 11.2 학예 발표회, 11.3 평리바자회)
- 2000-07-28~ 8월 23일 교내 컴퓨터 전산망 작업
- 2000-07-11 도서실 확장 및 도서 확충
- 2000-02-18 제30회 졸업 (308명, 누계 16,847명)
- 1999-02-19 제29회 졸업 (336명, 누계 16,539명)
- 1998-12-17 정규 방송실 설치 (교실 1칸)
- 1998-09-01 학교 환경 개선 사업 추진 (교문 신축, 조례대 설치, 숙직실 신축, 교실 출입문 교체, 마루 바닥 교체, 도복도 설치)
- 1998-02-19 제28회 졸업 (371명, 누계 16,203명)
- 1997-09-05 컴퓨터실 증설 (컴퓨터 586급 42대 구입 설치 : 교실 2칸
- 1997-02-20 제27회 졸업식 (졸업생 385명, 누계 15,832명)
- 1996-11-06 제3회 들마을 큰 잔치
- 1996-11-01 예절실 1실 설치
- 1996-10-01 소각장 시설 완공
- 1996-05-27 제1회 학교운영위원회 구성
- 1996-03-01 '대구평리초등학교'로 교명 변경
- 1996-03-01 56학급 편성 (특수학급 2)
- 1995-11-08 『들마을 큰 잔치』
- 1995-03-03 58학급 편성 (특수 2학급 포함)
- 1995-02-17 제25회 졸업식 (559명)
- 1995-02-02 교지 『들마을』 창간호 발간
- 1994-11-30 전교실 사물함 설치
- 1994-11-20 제1회 『들마을 큰 잔치』개최
- 1994-11-12 컴퓨터실 설치 (386 컴퓨터 23대 교실망 설치)
- 1994-09-28 32비트 컴퓨터 배치 (26대)
- 1994-04-16 주차장 설치 (100평)
- 1993-09-30 교육기반 조성 (과학실 정비, 교실사이 자갈깔기, 운동장 라인 포인트 설치)
- 1993-08-31 방송실 설치 (TV 65대, VTR 6대)
- 1993-03-01 71학급 편성 (특수학급 2 포함)
- 1993-02-18 제23회 졸업식 (706명)
- 1992-03-03 78학급 편성
- 1992-02-19 제22회 졸업식 (728명)
- 1991-03-05 86 학급 편성
- 1991-02-19 제21회 졸업식 (618명)
- 1990-03-05 81학급 편성
- 1990-02-20 제20회 졸업식 (695명)
- 1988-03-05 81학급 편성
- 1988-02-16 제18회 졸업 (740명)
- 1987-03-01 81학급 편성
- 1987-02-17 제17회 졸업 (791명)
- 1986-03-02 80학급 편성
- 1986-02-18 제16회 졸업 (809명)
- 1985-03-01 79학급 편성
- 1985-02-16 제15회 졸업식 (785명)
- 1984-03-01 78개 학급 편성
- 1984-02-21 제14회 졸업식 (812명)
- 1983-10-05 수위실 준공
- 1983-03-01 73개 학급 편성
- 1983-02-16 제13회 졸업 (753명)
- 1982-03-01 75개 학급 편성
- 1982-02-16 제12회 졸업 (634명)
- 1980-10-02 생물 교재상 (연못) 준공
- 1979-05-08 화랑상 독서상 제막
- 1976-01-20 비닐 하우스 설치 (5평)
- 1967-10-16 개교(8학급)
- 1967-09-12 서부국민학교에서 아동 인수 (1학년 4학급 327명, 2학년 4학급 315명, 계 642명)
- 1966-07-21 대구평리국민학교(초등학교) 설립

## 참고 자료
- 대구평리초등학교 - 한국교육학술정보원 학교알리미